# Onthophagus rectecornutus
Onthophagus rectecornutus är en skalbaggsart som beskrevs av Lansberge 1883. Onthophagus rectecornutus ingår i släktet Onthophagus och familjen bladhorningar. Inga underarter finns listade i Catalogue of Life.